# Vernais
Vernais ist eine französische Gemeinde mit 184 Einwohnern (Stand: 1. Januar 2022) im Département Cher in der Region Centre-Val de Loire; sie gehört zum Arrondissement Saint-Amand-Montrond und zum Kanton Dun-sur-Auron. 

## Geografie
Vernais liegt etwa 44 Kilometer südsüdöstlich von Bourges am Canal de Berry. Umgeben wird Vernais von den Nachbargemeinden Bannegon im Norden und Nordosten, Bessais-le-Fromental im Osten und Südosten, Ainay-le-Château im Süden, Charenton-du-Cher im Westen sowie Thaumiers im Nordwesten.

## Bevölkerungsentwicklung
| Jahr                       | 1962 | 1968 | 1975 | 1982 | 1990 | 1999 | 2006 | 2019 |
| Einwohner                  | 301  | 294  | 296  | 280  | 255  | 232  | 222  | 189  |
| Quellen: Cassini und INSEE |      |      |      |      |      |      |      |      |

## Sehenswürdigkeiten
- Kirche Notre-Dame aus dem 12. Jahrhundert (siehe auch: Liste der Monuments historiques in Vernais)

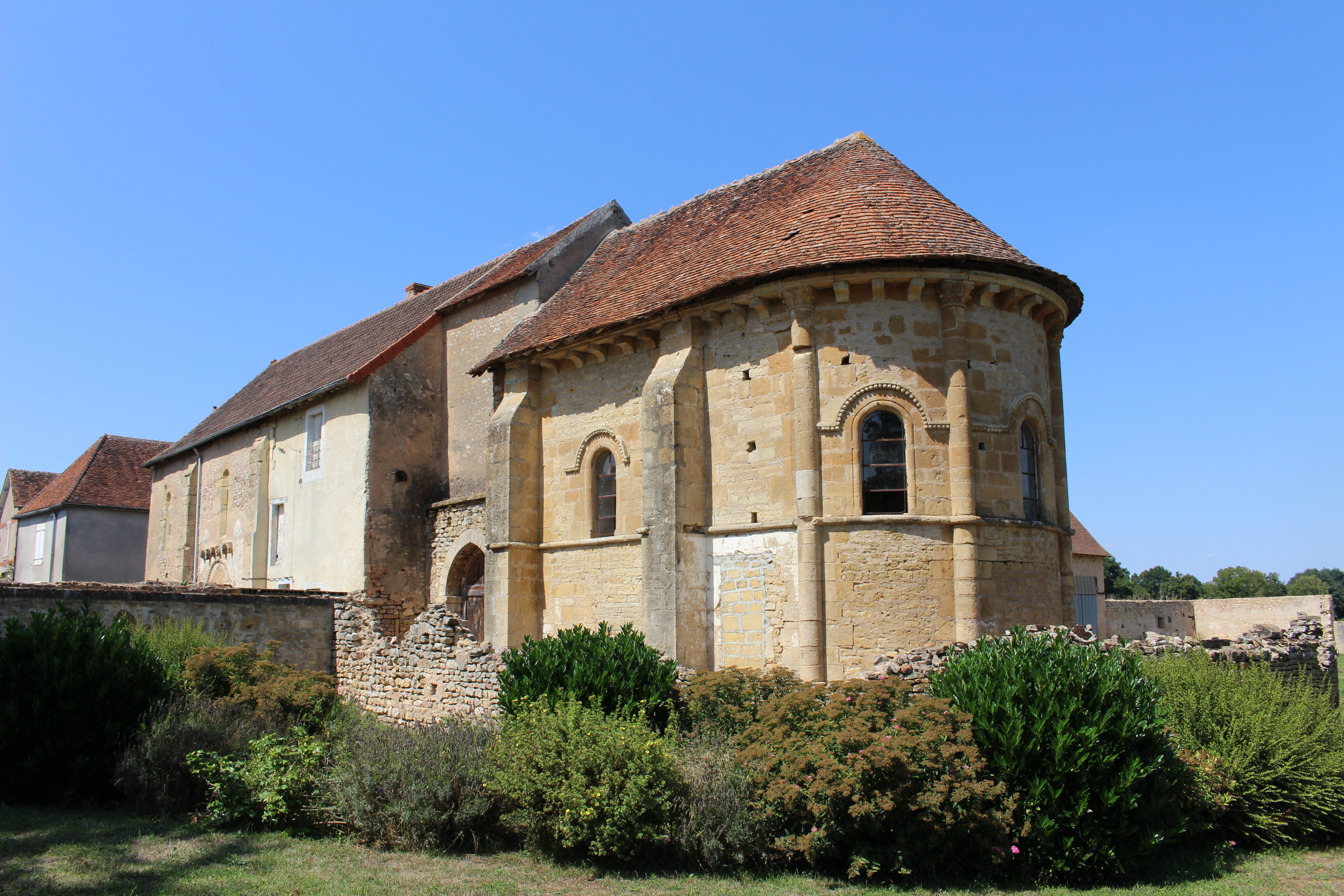
Kirche Notre-Dame